# Lavatory Madeleine
Le lavatory Madeleine sont des latrines publiques situées place de la Madeleine à Paris (8e arrondissement). 

## Histoire

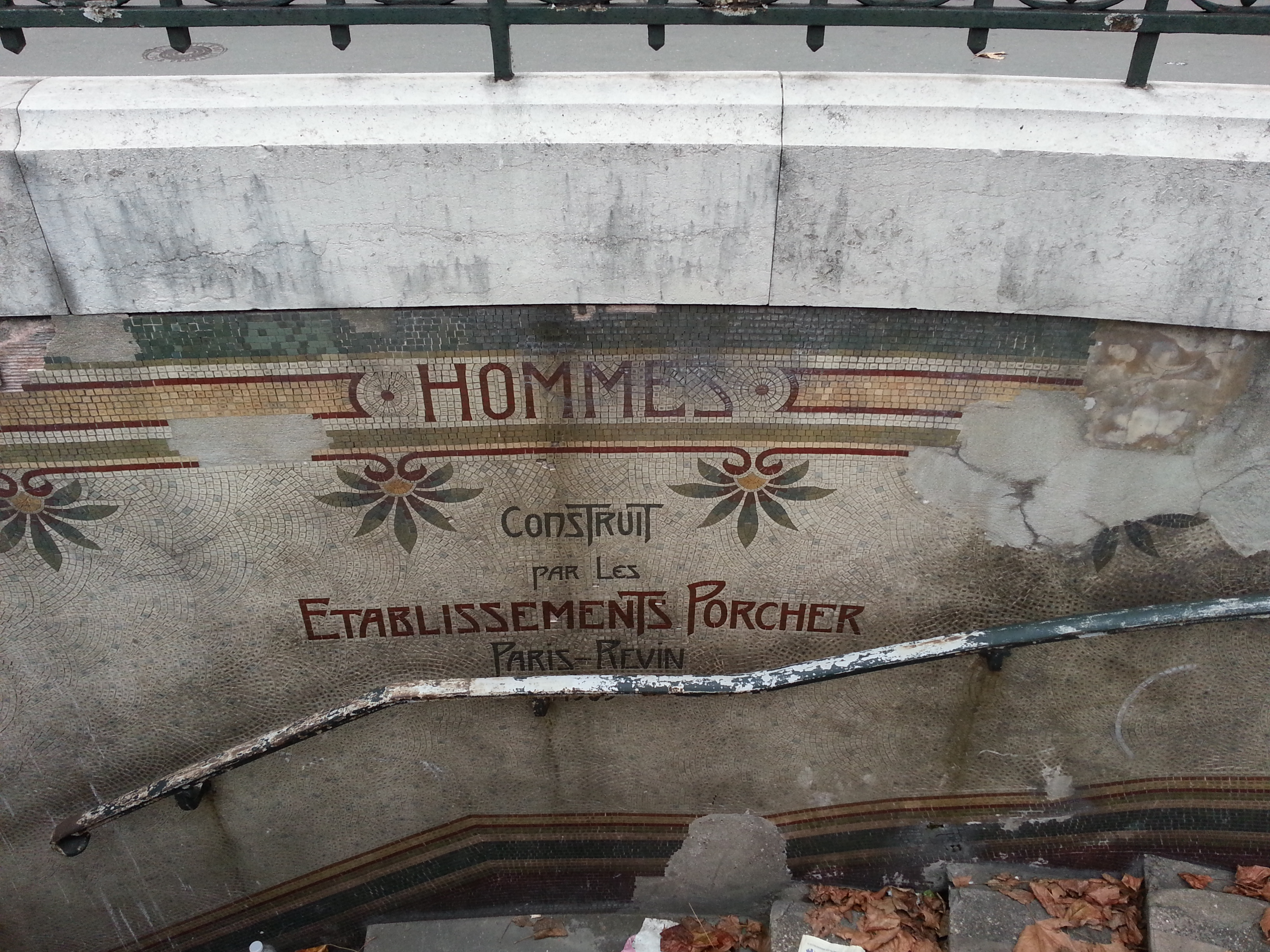
Mosaïque sur l'escalier d'accès.

Construit en 1905 par les établissements Porcher sur le modèle des lavatories existant dès les années 1880 en Angleterre, il s'agit du premier édifice de ce type en France. Son architecture Art nouveau fait appel à de beaux matériaux : acajou verni pour les portes et les boiseries, vitraux, céramique décorée de motifs, mosaïque, robinets en laiton, etc,,. On y trouve également la chaise d'un cireur de chaussures. Les établissements Porcher-Revin en font la vitrine de leur savoir-faire.
Composé à la base de trois éléments (toilettes pour hommes, toilettes pour femmes et loge du gardien), le lavatory est transformé en 1990, la partie Dames devenant mixte et intégrant des urinoirs, tandis que la partie Hommes devient un local technique pour les télécommunications.
Inès de La Fressange, dans son guide La Parisienne, décrit ainsi le lieu  : « Comme c'est rigolo ce saut dans le temps, cet effet de ressentir le Paris d'autrefois grâce à ce petit espace sanitaire bien plus authentique que de nombreux lieux touristiques ». Les commerçants alentour font état du passage de nombreux touristes dans ce lieu. Action contre la faim y réalise un flash mob en mars 2011.
L'ancien lavatory des femmes et son accès, ainsi que l'accès du lavatory des hommes, sont inscrits au titre des monuments historiques par arrêté du 16 mars 2011. Malgré l'opposition du maire du 8e arrondissement qui y voit une forte opportunité touristique, les toilettes publiques ferment en mai 2011, faute, pour la ville de Paris, d'une fréquentation suffisante (350 passages/jour) pour justifier le maintien d'un agent d'entretien et du non-respect des normes d'accessibilité aux personnes à faible mobilité,.
Le 20 février 2023, les latrines de la Madeline rouvrent leurs portes après 12 ans de fermeture,.